# Les Anglais
Les Anglais (Haïtiaans-Creools: Zanglè) is een stad en gemeente in Haïti met 30.000 inwoners. De plaats ligt aan de zuidkust van het schiereiland Tiburon, 53 km ten westen van de stad Les Cayes. De gemeente maakt deel uit van het arrondissement Chardonnières in het departement Sud.
Er wordt fruit, koffie en tabak verbouwd.

## Indeling
De gemeente bestaat uit de volgende sections communales:
| Nr. | Naam   | Km²   | Inw.2015 |
| --- | ------ | ----- | -------- |
| 1   | Verone | 21,06 | 5.688    |
| 2   | Edelin | 44,67 | 3.905    |
| 3   | Cosse  | 52,31 | 20.298   |